# Przełęcz pod Rysami
Die Przełęcz pod Rysami (slowakisch Sedielko pod Rysmi, deutsch Meeraugscharte oder Pass unter der Meeraugspitze) ist ein Gebirgspass im Süden der polnischen Woiwodschaft Kleinpolen und der Slowakei in der Hohen Tatra. Der Pass befindet sich in der Gemeinde Bukowina Tatrzańska knapp nördlich des Hauptkamms der Tatra und verbindet das Tal Dolina Rybiego Potoku mit dem Tal Ťažká dolina im Talsystem der Bielovodská dolina. Der Pass ist 2365 m ü.N.N. hoch und grenzt an die Gipfel Niżnie Rysy sowie Rysy.

## Tourismus
Auf den Pass führt kein Wanderweg.

## Erstbesteigung
Der Pass wurde 1907 von einer Bergsteigergruppe Jerzy Maślanka und Józef Gąsienica Tomków zum ersten Mal urkundlich nachweisbar bestiegen.